# Merrill (Oregon)
Merrill è una città degli Stati Uniti d'America situata nell'Oregon, nella Contea di Klamath.
Ha dato i natali al fumettista Carl Barks.